# Ганна Збаразька
Ганна Збаразька (*бл.1579/1580 —бл. 1652) — представниця українського (спольщеного) князівського і магнатського роду. була останньою представницею роду Збаразьки (герб Корибут).

## Життєпис
Молодша донька князя Владислава Збаразького, справці Київського воєводства, та Софії Пшилуської. Можливо народилася у Києві, проте непевно. Виховувалася в соціанській вірі батьків.
Після смерті батька у 1582 році деякий час виховувалася матір'ю. Потім її опікунами стали її небожі: Кшиштоф і Юрій Збаразькі. Напевне під їх впливом перейшла до католицтва. Водночас відмовилася виходити заміж взагалі. Причини цього невідомі.
У 1627 році після смерті Кшиштофа домоглася передачі їй спадщини брата Стефана — містечко Сернівець з навколишніми селами. У 1631 році вступила в тяжбу з Янушем Вишневецьким щодо спадщини її іншого брата Петра. Близько 1637 року отримала основні володіння останнього — місто з замком Волочиськ.
Під час повстання під проводом Богдана Хмельницького вимушена була залишити свої володіння на Волині. Відомо, що у 1652 році вона ще була жива, намагаючись відродити родинні маєтності.